# Esteles funeràries al cementiri de Vallbona
Les Esteles funeràries al cementiri de Vallbona és una obra romànica de Vallbona de les Monges (Urgell) inclosa a l'Inventari del Patrimoni Arquitectònic de Catalunya.

## Descripció
Esteles discoïdals d'una sola peça de pedra. Totes tenen disc i peduncle i estan enclavades al mur del cementiri de Vallbona de les monges.
Als discs hi ha gravades creus per les dues cares. Les tres són diferents però la tècnica utilitzada és la mateixa (buidat de les superfícies que envolten la creu. Totes tres creus tenen els braços iguals i estan inscrits dins un cercle. Dues de les esteles eixamplen els extrems dels seus braços i l'altra els estreny.